# A magyar női labdarúgó-válogatott mérkőzései országonként
Ez a lista a magyar női labdarúgó-válogatott hivatalos mérkőzéseit, országok szerinti bontásban gyűjti egybe.
Egyes normál játékidőben döntetlennel végződő mérkőzések büntetőpárbajjal lettek eldöntve. Például a Szerbia elleni 6. számú mérkőzés. Ezekhez több információt vagy az eredményre kattintva, vagy a mérkőzés évét a lap alján kiválasztva lehet találni például 2017.
A lista adatai a 354. (2025. április 8.) Finnország – Magyarország mérkőzéssel zárulnak.

## Albánia
| Magyarország | Magyarország         | Magyarország                       | Magyarország | Magyarország | Magyarország | Magyarország            | Magyarország | Magyarország |
| #            | Dátum                | Helyszín                           | Hazai        | Eredmény     | Vendég       | Kiírás                  | Gólok        | Esemény      |
| ------------ | -------------------- | ---------------------------------- | ------------ | ------------ | ------------ | ----------------------- | ------------ | ------------ |
| 1.           | 2016. április 26.    | Gyirmót                            | Magyarország | 6 – 0        | Albánia      | barátságos              | -            |              |
| 2.           | 2023. szeptember 22. | Shkodra, Loro Boriçi Stadion       | Albánia      | 1 – 1        | Magyarország | Nemzetek Ligája 2023–24 | -            |              |
| 3.           | 2023. december 5.    | Budapest, Hidegkuti Nándor Stadion | Magyarország | 6 – 0        | Albánia      | Nemzetek Ligája 2023–24 | -            |              |
|              | Összesen             |                                    |              | 3            | mérkőzés     |                         | –            | gól          |

## Amerikai Egyesült Államok
| Magyarország | Magyarország     | Magyarország | Magyarország     | Magyarország | Magyarország            | Magyarország     | Magyarország | Magyarország |
| #            | Dátum            | Helyszín     | Hazai            | Eredmény     | Vendég                  | Kiírás           | Gólok        | Esemény      |
| ------------ | ---------------- | ------------ | ---------------- | ------------ | ----------------------- | ---------------- | ------------ | ------------ |
| 1.           | 1991. április 3. | Várna (BUL)  | Egyesült Államok | 6 – 0        | Magyarország            | nemzetközi torna | -            |              |
| 2.           | 2014. március 9. | Umag (CRO)   | Magyarország     | 4 – 0        | Egyesült Államok (liga) | Isztria-kupa     | -            |              |
|              | Összesen         |              |                  | 2            | mérkőzés                |                  | –            | gól          |

## Anglia
| Magyarország | Magyarország      | Magyarország | Magyarország | Magyarország | Magyarország | Magyarország | Magyarország | Magyarország |
| #            | Dátum             | Helyszín     | Hazai        | Eredmény     | Vendég       | Kiírás       | Gólok        | Esemény      |
| ------------ | ----------------- | ------------ | ------------ | ------------ | ------------ | ------------ | ------------ | ------------ |
| 1.           | 2005. október 27. | Tapolca      | Magyarország | 0 – 13       | Anglia       | vb-selejtező | -            |              |
| 2.           | 2006. május 11.   | Southampton  | Anglia       | 2 – 0        | Magyarország | vb-selejtező | -            |              |
|              | Összesen          |              |              | 2            | mérkőzés     |              | –            | gól          |

## Ausztrália
| Magyarország | Magyarország        | Magyarország | Magyarország | Magyarország | Magyarország | Magyarország | Magyarország | Magyarország |
| #            | Dátum               | Helyszín     | Hazai        | Eredmény     | Vendég       | Kiírás       | Gólok        | Esemény      |
| ------------ | ------------------- | ------------ | ------------ | ------------ | ------------ | ------------ | ------------ | ------------ |
| 1.           | 1997. augusztus 10. | Csákvár      | Magyarország | 0 – 4        | Ausztrália   | barátságos   | -            |              |
|              | Összesen            |              |              | 1            | mérkőzés     |              | –            | gól          |

## Ausztria
| Magyarország | Magyarország         | Magyarország                    | Magyarország | Magyarország | Magyarország | Magyarország | Magyarország | Magyarország |
| #            | Dátum                | Helyszín                        | Hazai        | Eredmény     | Vendég       | Kiírás       | Gólok        | Esemény      |
| ------------ | -------------------- | ------------------------------- | ------------ | ------------ | ------------ | ------------ | ------------ | ------------ |
| 1.           | 1987. június 27.     | Ajka                            | Magyarország | 5 – 1        | Ausztria     | barátságos   | -            |              |
| 2.           | 1987. június 28.     | Fonyód                          | Magyarország | 6 – 0        | Ausztria     | barátságos   | -            |              |
| 3.           | 1991. október 9.     | Bécs, Práter Stadion            | Ausztria     | 0 – 3        | Magyarország | barátságos   | -            |              |
| 4.           | 1992. április 29.    | Budapest, Hévízi út             | Magyarország | 3 – 0        | Ausztria     | barátságos   | -            |              |
| 5.           | 1992. október 11.    | Mosontétény                     | Ausztria     | 0 – 2        | Magyarország | barátságos   | -            |              |
| 6.           | 1993. szeptember 11. | Pándorfalu                      | Ausztria     | 1 – 0        | Magyarország | barátságos   | -            |              |
| 7.           | 1996. augusztus 18.  | Bécs                            | Ausztria     | 1 – 3        | Magyarország | barátságos   | -            |              |
| 8.           | 1997. június 7.      | Bük                             | Magyarország | 2 – 0        | Ausztria     | barátságos   | -            |              |
| 9.           | 2001. április 21.    | Weiz                            | Ausztria     | 1 – 1        | Magyarország | barátságos   | -            |              |
| 10.          | 2005. szeptember 24. | Bük                             | Magyarország | 0 – 3        | Ausztria     | vb-selejtező | -            |              |
| 11.          | 2006. augusztus 26.  | Bruck an der Leitha             | Ausztria     | 1 – 1        | Magyarország | vb-selejtező | -            |              |
| 12.          | 2009. szeptember 5.  | Sopron                          | Magyarország | 3 – 5        | Ausztria     | barátságos   | -            |              |
| 13.          | 2013. október 26.    | Budapest, Bozsik József Stadion | Magyarország | 0 – 3        | Ausztria     | vb-selejtező | -            |              |
| 14.          | 2014. szeptember 13. | Sankt Pölten                    | Ausztria     | 4 – 3        | Magyarország | vb-selejtező | -            |              |
| 15.          | 2015. március 6.     | Umag (CRO)                      | Ausztria     | 1 – 0        | Magyarország | Isztria-kupa | -            |              |
| 16.          | 2016. március 4.     | Lárnaka (CYP)                   | Magyarország | 1 – 2        | Ausztria     | Ciprus-kupa  | -            |              |
|              | Összesen             |                                 |              | 16           | mérkőzés     |              | –            | gól          |

## Azerbajdzsán
| Magyarország | Magyarország     | Magyarország                | Magyarország | Magyarország | Magyarország | Magyarország | Magyarország | Magyarország |
| #            | Dátum            | Helyszín                    | Hazai        | Eredmény     | Vendég       | Kiírás       | Gólok        | Esemény      |
| ------------ | ---------------- | --------------------------- | ------------ | ------------ | ------------ | ------------ | ------------ | ------------ |
| 1.           | 2024. április 5. | Szeged, Szent Gellért Fórum | Magyarország | 1 – 1        | Azerbajdzsán | Eb-selejtező | -            |              |
| 2.           | 2024. július 12. | Baku, Dalga Arena           | Azerbajdzsán | 0 – 5        | Magyarország | Eb-selejtező | -            |              |
|              | Összesen         |                             |              | 2            | mérkőzés     |              | –            | gól          |

## Belgium
| Magyarország | Magyarország         | Magyarország          | Magyarország | Magyarország | Magyarország | Magyarország            | Magyarország | Magyarország |
| #            | Dátum                | Helyszín              | Hazai        | Eredmény     | Vendég       | Kiírás                  | Gólok        | Esemény      |
| ------------ | -------------------- | --------------------- | ------------ | ------------ | ------------ | ----------------------- | ------------ | ------------ |
| 1.           | 2004. november 13.   | Liège                 | Belgium      | 5 – 1        | Magyarország | barátságos              | -            |              |
| 2.           | 2011. szeptember 17. | Dessel                | Belgium      | 2 – 1        | Magyarország | Eb-selejtező            | -            |              |
| 3.           | 2012. június 20.     | Szombathely           | Magyarország | 1 – 3        | Belgium      | Eb-selejtező            | -            |              |
| 4.           | 2024. február 23.    | Felcsút, Pancho Aréna | Magyarország | 1 – 5        | Belgium      | Nemzetek Ligája 2023–24 | -            |              |
| 5.           | 2024. február 27.    | Leuven, Den Dreef     | Belgium      | 5 – 1        | Magyarország | Nemzetek Ligája 2023–24 | -            |              |
|              | Összesen             |                       |              | 5            | mérkőzés     |                         | –            | gól          |

## Bosznia-Hercegovina
| Magyarország | Magyarország         | Magyarország                    | Magyarország        | Magyarország | Magyarország        | Magyarország | Magyarország | Magyarország |
| #            | Dátum                | Helyszín                        | Hazai               | Eredmény     | Vendég              | Kiírás       | Gólok        | Esemény      |
| ------------ | -------------------- | ------------------------------- | ------------------- | ------------ | ------------------- | ------------ | ------------ | ------------ |
| 1.           | 1997. szeptember 17. | Komló                           | Magyarország        | 10 – 0       | Bosznia-Hercegovina | vb-selejtező | -            |              |
| 2.           | 1998. május 3.       | Hrasnica                        | Bosznia-Hercegovina | 0 – 9        | Magyarország        | vb-selejtező | -            |              |
| 3.           | 1999. szeptember 4.  | Bük                             | Magyarország        | 13 – 0       | Bosznia-Hercegovina | Eb-selejtező | -            |              |
| 4.           | 2000. május 13.      | Travnik                         | Bosznia-Hercegovina | 0 – 3        | Magyarország        | Eb-selejtező | -            |              |
| 5.           | 2001. szeptember 1.  | Kecskemét                       | Magyarország        | 3 – 0        | Bosznia-Hercegovina | Eb-selejtező | -            |              |
| 6.           | 2002. április 13.    | Szarajevó                       | Bosznia-Hercegovina | 0 – 11       | Magyarország        | Eb-selejtező | -            |              |
| 7.           | 2009. szeptember 19. | Szarajevó                       | Bosznia-Hercegovina | 0 – 2        | Magyarország        | vb-selejtező | -            |              |
| 8.           | 2010. március 31.    | Sopron                          | Magyarország        | 2 – 0        | Bosznia-Hercegovina | vb-selejtező | -            |              |
| 9.           | 2016. május 31.      | Gyirmót                         | Magyarország        | 0 – 0        | Bosznia-Hercegovina | barátságos   | -            |              |
| 10.          | 2021. április 13.    | Telki                           | Magyarország        | 0 – 0        | Bosznia-Hercegovina | barátságos   | -            |              |
| 11.          | 2023. július 18.     | Budapest, Szusza Ferenc Stadion | Magyarország        | 2 – 0        | Bosznia-Hercegovina | barátságos   | -            |              |
|              | Összesen             |                                 |                     | 11           | mérkőzés            |              | –            | gól          |

## Brazília
| Magyarország | Magyarország      | Magyarország                | Magyarország | Magyarország | Magyarország | Magyarország | Magyarország | Magyarország |
| #            | Dátum             | Helyszín                    | Hazai        | Eredmény     | Vendég       | Kiírás       | Gólok        | Esemény      |
| ------------ | ----------------- | --------------------------- | ------------ | ------------ | ------------ | ------------ | ------------ | ------------ |
| 1.           | 1996. április 21. | Águas de Lindóia            | Brazília     | 6 – 1        | Magyarország | barátságos   | -            |              |
| 2.           | 1996. április 25. | São Paulo                   | Brazília     | 3 – 0        | Magyarország | barátságos   | -            |              |
| 3.           | 1996. április 28. | São Paulo                   | Brazília     | 2 – 0        | Magyarország | barátságos   | -            |              |
| 4.           | 1996. május 5.    | São Paulo                   | Brazília     | 6 – 1        | Magyarország | barátságos   | -            |              |
| 5.           | 2022. április 11. | San Pedro del Pinatar (ESP) | Magyarország | 1 – 3        | Brazília     | barátságos   | -            |              |
|              | Összesen          |                             |              | 5            | mérkőzés     |              | –            | gól          |

## Bulgária
| Magyarország | Magyarország         | Magyarország                    | Magyarország | Magyarország | Magyarország | Magyarország     | Magyarország | Magyarország |
| #            | Dátum                | Helyszín                        | Hazai        | Eredmény     | Vendég       | Kiírás           | Gólok        | Esemény      |
| ------------ | -------------------- | ------------------------------- | ------------ | ------------ | ------------ | ---------------- | ------------ | ------------ |
| 1.           | 1987. szeptember 26. | Szófia                          | Bulgária     | 0 – 0        | Magyarország | barátságos       | -            |              |
| 2.           | 1987. november 7.    | Tapolca                         | Magyarország | 4 – 0        | Bulgária     | barátságos       | -            |              |
| 3.           | 1988. május 28.      | Várna                           | Bulgária     | 1 – 2        | Magyarország | barátságos       | -            |              |
| 4.           | 1988. szeptember 17. | Mezőkövesd                      | Magyarország | 2 – 2        | Bulgária     | barátságos       | -            |              |
| 5.           | 1989. április 23.    | Ózd                             | Magyarország | 6 – 0        | Bulgária     | barátságos       | -            |              |
| 6.           | 1989. október 28.    | Blagoevgrad                     | Bulgária     | 3 – 3        | Magyarország | Eb-selejtező     | -            |              |
| 7.           | 1990. június 9.      | Dorog                           | Magyarország | 2 – 0        | Bulgária     | Eb-selejtező     | -            |              |
| 8.           | 1991. április 1.     | Várna                           | Bulgária     | 0 – 1        | Magyarország | nemzetközi torna | -            |              |
| 9.           | 1991. október 27.    | Pernik                          | Bulgária     | 0 – 1        | Magyarország | Eb-selejtező     | -            |              |
| 10.          | 1992. május 31.      | Szeged                          | Magyarország | 3 – 0        | Bulgária     | Eb-selejtező     | -            |              |
| 11.          | 1996. április 14.    | Szófia                          | Bulgária     | 3 – 2        | Magyarország | Eb-selejtező     | -            |              |
| 12.          | 1996. augusztus 25.  | Szeged                          | Magyarország | 1 – 2        | Bulgária     | Eb-selejtező     | -            |              |
| 13.          | 2011. október 27.    | Lovecs                          | Bulgária     | 0 – 4        | Magyarország | Eb-selejtező     | -            |              |
| 14.          | 2012. szeptember 19. | Sopron                          | Magyarország | 9 – 0        | Bulgária     | Eb-selejtező     | -            |              |
| 15.          | 2013. október 31.    | Budapest, Bozsik József Stadion | Magyarország | 4 – 0        | Bulgária     | vb-selejtező     | -            |              |
| 16.          | 2014. szeptember 17. | Lovecs                          | Bulgária     | 0 – 7        | Magyarország | vb-selejtező     | -            |              |
| 17.          | 2017. június 7.      | Balmazújváros                   | Magyarország | 4 – 0        | Bulgária     | barátságos       | -            |              |
|              | Összesen             |                                 |              | 17           | mérkőzés     |                  | –            | gól          |

## Chile
| Magyarország | Magyarország        | Magyarország | Magyarország | Magyarország | Magyarország | Magyarország     | Magyarország | Magyarország |
| #            | Dátum               | Helyszín     | Hazai        | Eredmény     | Vendég       | Kiírás           | Gólok        | Esemény      |
| ------------ | ------------------- | ------------ | ------------ | ------------ | ------------ | ---------------- | ------------ | ------------ |
| 1.           | 1994. augusztus 26. | Madras (IND) | Magyarország | 4 – 0        | Chile        | nemzetközi torna | -            |              |
|              | Összesen            |              |              | 1            | mérkőzés     |                  | –            | gól          |

## Ciprus
| Magyarország | Magyarország     | Magyarország | Magyarország | Magyarország | Magyarország | Magyarország | Magyarország | Magyarország |
| #            | Dátum            | Helyszín     | Hazai        | Eredmény     | Vendég       | Kiírás       | Gólok        | Esemény      |
| ------------ | ---------------- | ------------ | ------------ | ------------ | ------------ | ------------ | ------------ | ------------ |
| 1.           | 2019. június 16. | Telki        | Magyarország | 6 – 1        | Ciprus       | barátságos   | -            |              |
|              | Összesen         |              |              | 1            | mérkőzés     |              | –            | gól          |

## Csehország
| Magyarország | Magyarország         | Magyarország         | Magyarország | Magyarország | Magyarország | Magyarország | Magyarország | Magyarország |
| #            | Dátum                | Helyszín             | Hazai        | Eredmény     | Vendég       | Kiírás       | Gólok        | Esemény      |
| ------------ | -------------------- | -------------------- | ------------ | ------------ | ------------ | ------------ | ------------ | ------------ |
| 1.           | 1994. május 14.      | Staré Město          | Csehország   | 0 – 0        | Magyarország | Eb-selejtező | -            |              |
| 2.           | 1994. szeptember 10. | Kecskemét            | Magyarország | 4 – 4        | Csehország   | Eb-selejtező | -            |              |
| 3.           | 1995. május 6.       | Mosonmagyaróvár      | Magyarország | 3 – 2        | Csehország   | barátságos   | -            |              |
| 4.           | 2010. november 26.   | Győr, ETO Park       | Magyarország | 3 – 4        | Csehország   | barátságos   | -            |              |
| 5.           | 2010. november 28.   | Lanžhot              | Csehország   | 1 – 2        | Magyarország | barátságos   | -            |              |
| 6.           | 2013. augusztus 22.  | Balatonfüred         | Magyarország | 1 – 3        | Csehország   | Balaton-kupa | -            |              |
| 7.           | 2017. március 6.     | Paralimni (CYP)      | Magyarország | 2 – 1        | Csehország   | Ciprus-kupa  | -            |              |
| 8.           | 2022. október 7.     | Prága, Stadion Letná | Csehország   | 3 – 3        | Magyarország | barátságos   | -            |              |
|              | Összesen             |                      |              | 8            | mérkőzés     |              | –            | gól          |

## Csehszlovákia
| Magyarország | Magyarország         | Magyarország                    | Magyarország  | Magyarország | Magyarország  | Magyarország | Magyarország | Magyarország |
| #            | Dátum                | Helyszín                        | Hazai         | Eredmény     | Vendég        | Kiírás       | Gólok        | Esemény      |
| ------------ | -------------------- | ------------------------------- | ------------- | ------------ | ------------- | ------------ | ------------ | ------------ |
| 1.           | 1985. április 14.    | Pozsony                         | Csehszlovákia | 2 – 2        | Magyarország  | barátságos   | -            |              |
| 2.           | 1985. szeptember 21. | Salgótarján, Síküveggyári pálya | Magyarország  | 2 – 1        | Csehszlovákia | barátságos   | -            |              |
| 3.           | 1989. május 21.      | Trencsén                        | Csehszlovákia | 2 – 1        | Magyarország  | barátságos   | -            |              |
| 4.           | 1990. május 26.      | Esztergom                       | Magyarország  | 2 – 0        | Csehszlovákia | Eb-selejtező | -            |              |
| 5.           | 1990. szeptember 29. | Varannó                         | Csehszlovákia | 3 – 0        | Magyarország  | Eb-selejtező | -            |              |
|              | Összesen             |                                 |               | 5            | mérkőzés      |              | –            | gól          |

## Dánia
| Magyarország | Magyarország         | Magyarország                       | Magyarország | Magyarország | Magyarország | Magyarország | Magyarország | Magyarország |
| #            | Dátum                | Helyszín                           | Hazai        | Eredmény     | Vendég       | Kiírás       | Gólok        | Esemény      |
| ------------ | -------------------- | ---------------------------------- | ------------ | ------------ | ------------ | ------------ | ------------ | ------------ |
| 1.           | 2013. szeptember 25. | Budapest, Hidegkuti Nándor Stadion | Magyarország | 0 – 4        | Dánia        | barátságos   | -            |              |
| 2.           | 2017. szeptember 19. | Gyirmót, Alcufer stadion           | Magyarország | 1 – 6        | Dánia        | vb-selejtező | -            |              |
| 3.           | 2018. június 12.     | Viborg                             | Dánia        | 5 – 1        | Magyarország | vb-selejtező | -            |              |
|              | Összesen             |                                    |              | 3            | mérkőzés     |              | –            | gól          |

## Dél-afrikai Köztársaság
| Magyarország | Magyarország     | Magyarország    | Magyarország | Magyarország | Magyarország            | Magyarország | Magyarország | Magyarország |
| #            | Dátum            | Helyszín        | Hazai        | Eredmény     | Vendég                  | Kiírás       | Gólok        | Esemény      |
| ------------ | ---------------- | --------------- | ------------ | ------------ | ----------------------- | ------------ | ------------ | ------------ |
| 1.           | 2018. március 2. | Paralimni (CYP) | Magyarország | 0 – 1        | Dél-afrikai Köztársaság | Ciprus-kupa  | -            |              |
|              | Összesen         |                 |              | 1            | mérkőzés                |              | –            | gól          |

## Dél-Korea
| Magyarország | Magyarország     | Magyarország | Magyarország | Magyarország | Magyarország | Magyarország     | Magyarország | Magyarország |
| #            | Dátum            | Helyszín     | Hazai        | Eredmény     | Vendég       | Kiírás           | Gólok        | Esemény      |
| ------------ | ---------------- | ------------ | ------------ | ------------ | ------------ | ---------------- | ------------ | ------------ |
| 1.           | 1992. április 5. | Várna (BUL)  | Magyarország | 0 – 3        | Dél-Korea    | nemzetközi torna | -            |              |
|              | Összesen         |              |              | 1            | mérkőzés     |                  | –            | gól          |

## Észak-Írország
| Magyarország | Magyarország       | Magyarország          | Magyarország   | Magyarország | Magyarország   | Magyarország            | Magyarország | Magyarország |
| #            | Dátum              | Helyszín              | Hazai          | Eredmény     | Vendég         | Kiírás                  | Gólok        | Esemény      |
| ------------ | ------------------ | --------------------- | -------------- | ------------ | -------------- | ----------------------- | ------------ | ------------ |
| 1.           | 2011. november 23. | Sopron                | Magyarország   | 2 – 2        | Észak-Írország | Eb-selejtező            | -            |              |
| 2.           | 2012. április 25.  | Lurgan                | Észak-Írország | 0 – 1        | Magyarország   | Eb-selejtező            | -            |              |
| 3.           | 2023. október 27.  | Győr, Alcufer stadion | Magyarország   | 3 – 2        | Észak-Írország | Nemzetek Ligája 2023–24 | -            |              |
| 4.           | 2023. október 31.  | Belfast, Seaview      | Észak-Írország | 1 – 1        | Magyarország   | Nemzetek Ligája 2023–24 | -            |              |
|              | Összesen           |                       |                | 4            | mérkőzés       |                         | –            | gól          |

## Észak-Korea
| Magyarország | Magyarország      | Magyarország    | Magyarország | Magyarország | Magyarország | Magyarország | Magyarország | Magyarország |
| #            | Dátum             | Helyszín        | Hazai        | Eredmény     | Vendég       | Kiírás       | Gólok        | Esemény      |
| ------------ | ----------------- | --------------- | ------------ | ------------ | ------------ | ------------ | ------------ | ------------ |
| 1.           | 2018. február 28. | Paralimni (CYP) | Magyarország | 0 – 2        | Észak-Korea  | Ciprus-kupa  | -            |              |
|              | Összesen          |                 |              | 1            | mérkőzés     |              | –            | gól          |

## Észtország
| Magyarország | Magyarország      | Magyarország | Magyarország | Magyarország | Magyarország | Magyarország | Magyarország | Magyarország |
| #            | Dátum             | Helyszín     | Hazai        | Eredmény     | Vendég       | Kiírás       | Gólok        | Esemény      |
| ------------ | ----------------- | ------------ | ------------ | ------------ | ------------ | ------------ | ------------ | ------------ |
| 1.           | 2018. november 8. | Telki        | Magyarország | 4 – 0        | Észtország   | barátságos   | -            |              |
|              | Összesen          |              |              | 1            | mérkőzés     |              | –            | gól          |

## Fehéroroszország
| Magyarország | Magyarország       | Magyarország            | Magyarország     | Magyarország | Magyarország     | Magyarország         | Magyarország | Magyarország |
| #            | Dátum              | Helyszín                | Hazai            | Eredmény     | Vendég           | Kiírás               | Gólok        | Esemény      |
| ------------ | ------------------ | ----------------------- | ---------------- | ------------ | ---------------- | -------------------- | ------------ | ------------ |
| 1.           | 2001. október 13.  | Bük                     | Magyarország     | 2 – 0        | Fehéroroszország | Eb-selejtező         | -            |              |
| 2.           | 2002. április 22.  | Minszk, Torpedo stadion | Fehéroroszország | 2 – 4        | Magyarország     | Eb-selejtező         | -            |              |
| 3.           | 2015. augusztus 3. | Balatonfüred            | Magyarország     | 2 – 0        | Fehéroroszország | Balaton-kupa         | -            |              |
| 4.           | 2016. július 28.   | Balatonfüred            | Magyarország     | 1 – 4        | Fehéroroszország | Balaton-kupa         | -            |              |
| 5.           | 2018. július 29.   | Balatonfüred            | Magyarország     | 1 – 1        | Fehéroroszország | Balaton-kupa         | -            |              |
| 6.           | 2025. február 21.  | Loznica                 | Fehéroroszország | 0 – 2        | Magyarország     | Nemzetek Ligája 2025 | -            |              |
|              | Összesen           |                         |                  | 6            | mérkőzés         |                      | –            | gól          |

## Feröer
| Magyarország | Magyarország      | Magyarország                    | Magyarország | Magyarország | Magyarország | Magyarország | Magyarország | Magyarország |
| #            | Dátum             | Helyszín                        | Hazai        | Eredmény     | Vendég       | Kiírás       | Gólok        | Esemény      |
| ------------ | ----------------- | ------------------------------- | ------------ | ------------ | ------------ | ------------ | ------------ | ------------ |
| 1.           | 2021. október 26. | Tórshavn, Tórsvøllur Stadion    | Feröer       | 1 – 7        | Magyarország | vb-selejtező | -            |              |
| 2.           | 2022. április 8.  | Budapest, Szusza Ferenc Stadion | Magyarország | 7 – 0        | Feröer       | vb-selejtező | -            |              |
|              | Összesen          |                                 |              | 2            | mérkőzés     |              | –            | gól          |

## Finnország
| Magyarország | Magyarország         | Magyarország                       | Magyarország | Magyarország | Magyarország | Magyarország         | Magyarország | Magyarország |
| #            | Dátum                | Helyszín                           | Hazai        | Eredmény     | Vendég       | Kiírás               | Gólok        | Esemény      |
| ------------ | -------------------- | ---------------------------------- | ------------ | ------------ | ------------ | -------------------- | ------------ | ------------ |
| 1.           | 1993. szeptember 26. | Espoo                              | Finnország   | 1 – 1        | Magyarország | Eb-selejtező         | -            |              |
| 2.           | 1994. szeptember 24. | Budapest                           | Magyarország | 0 – 1        | Finnország   | Eb-selejtező         | -            |              |
| 3.           | 2014. április 5.     | Győr, ETO Park                     | Magyarország | 0 – 4        | Finnország   | vb-selejtező         | -            |              |
| 4.           | 2014. április 10.    | Helsinki                           | Finnország   | 4 – 0        | Magyarország | vb-selejtező         | -            |              |
| 5.           | 2018. március 7.     | Paralimni (CYP)                    | Magyarország | 0 – 2        | Finnország   | Ciprus-kupa          | -            |              |
| 6.           | 2023. február 19.    | Lárnaka, AÉK Aréna                 | Finnország   | 8 – 0        | Magyarország | Ciprus-kupa          | -            |              |
| 7.           | 2025. február 25.    | Budapest, Hidegkuti Nándor Stadion | Magyarország | 0 – 1        | Finnország   | Nemzetek Ligája 2025 | -            |              |
| 8.           | 2025. április 8.     | Tampere, Tammelan Stadion          | Finnország   | 3 – 0        | Magyarország | Nemzetek Ligája 2025 | -            |              |
|              | Összesen             |                                    |              | 8            | mérkőzés     |                      | –            | gól          |

## Franciaország
| Magyarország | Magyarország        | Magyarország                    | Magyarország  | Magyarország | Magyarország  | Magyarország | Magyarország | Magyarország |
| #            | Dátum               | Helyszín                        | Hazai         | Eredmény     | Vendég        | Kiírás       | Gólok        | Esemény      |
| ------------ | ------------------- | ------------------------------- | ------------- | ------------ | ------------- | ------------ | ------------ | ------------ |
| 1.           | 1995. március 25.   | Bordeaux                        | Franciaország | 2 – 0        | Magyarország  | barátságos   | -            |              |
| 2.           | 1995. szeptember 6. | Jesolo (ITA)                    | Franciaország | 2 – 0        | Magyarország  | barátságos   | -            |              |
| 3.           | 2003. május 11.     | Kecskemét                       | Magyarország  | 0 – 4        | Franciaország | Eb-selejtező | -            |              |
| 4.           | 2004. április 24.   | Reims                           | Franciaország | 6 – 0        | Magyarország  | Eb-selejtező | -            |              |
| 5.           | 2005. november 9.   | Blois                           | Franciaország | 2 – 0        | Magyarország  | vb-selejtező | -            |              |
| 6.           | 2006. április 22.   | Dunaújváros, Dunaferr stadion   | Magyarország  | 0 – 5        | Franciaország | vb-selejtező | -            |              |
| 7.           | 2014. május 7.      | Besançon                        | Franciaország | 4 – 0        | Magyarország  | vb-selejtező | -            |              |
| 8.           | 2014. augusztus 20. | Budapest, Bozsik József Stadion | Magyarország  | 0 – 4        | Franciaország | vb-selejtező | -            |              |
|              | Összesen            |                                 |               | 8            | mérkőzés      |              | –            | gól          |

## Független Államok Közössége
| Magyarország | Magyarország    | Magyarország        | Magyarország | Magyarország | Magyarország | Magyarország | Magyarország | Magyarország |
| #            | Dátum           | Helyszín            | Hazai        | Eredmény     | Vendég       | Kiírás       | Gólok        | Esemény      |
| ------------ | --------------- | ------------------- | ------------ | ------------ | ------------ | ------------ | ------------ | ------------ |
| 1.           | 1992. május 17. | Budapest, Hévízi út | Magyarország | 0 – 0        | FÁK          | Eb-selejtező | -            |              |
|              | Összesen        |                     |              | 1            | mérkőzés     |              | –            | gól          |

## Ghána
| Magyarország | Magyarország        | Magyarország | Magyarország | Magyarország | Magyarország | Magyarország     | Magyarország | Magyarország |
| #            | Dátum               | Helyszín     | Hazai        | Eredmény     | Vendég       | Kiírás           | Gólok        | Esemény      |
| ------------ | ------------------- | ------------ | ------------ | ------------ | ------------ | ---------------- | ------------ | ------------ |
| 1.           | 1994. szeptember 6. | Madras (IND) | Magyarország | 1 – 4        | Ghána        | nemzetközi torna | -            |              |
|              | Összesen            |              |              | 1            | mérkőzés     |                  | –            | gól          |

## Gibraltár
| Magyarország | Magyarország        | Magyarország                | Magyarország | Magyarország | Magyarország | Magyarország | Magyarország | Magyarország |
| #            | Dátum               | Helyszín                    | Hazai        | Eredmény     | Vendég       | Kiírás       | Gólok        | Esemény      |
| ------------ | ------------------- | --------------------------- | ------------ | ------------ | ------------ | ------------ | ------------ | ------------ |
| 1.           | 2022. szeptember 5. | Victoria Stadion, Gibraltár | Gibraltár    | 0 – 12       | Magyarország | barátságos   | -            |              |
|              | Összesen            |                             |              | 1            | mérkőzés     |              | –            | gól          |

## Görögország
| Magyarország | Magyarország           | Magyarország                              | Magyarország                              | Magyarország | Magyarország                              | Magyarország | Magyarország | Magyarország |
| #            | Dátum                  | Helyszín                                  | Hazai                                     | Eredmény | Vendég                                    | Kiírás       | Gólok        | Esemény      |
| ------------ | ---------------------- | ----------------------------------------- | ----------------------------------------- | --- | ----------------------------------------- | ------------ | ------------ | ------------ |
| 1.           | 1999. október 2.       | Kateríni                                  | Görögország                               | 0 – 8 | Magyarország                              | Eb-selejtező | -            |              |
| 2.           | 2000. április 8.       | Kecskemét                                 | Magyarország                              | 6 – 0 | Görögország                               | Eb-selejtező | -            |              |
| 3.           | Hiba: Érvénytelen idő. | Sablon:Mérkőzés-sor-lrn/GREvsHUN 20150617 | Sablon:Mérkőzés-sor-lrn/GREvsHUN 20150617 | [[Sablon:Mérkőzés-sor-lrn/GREvsHUN 20150617 \|Sablon:Mérkőzés-sor-lrn/GREvsHUN 20150617 – Sablon:Mérkőzés-sor-lrn/GREvsHUN 20150617]] | Sablon:Mérkőzés-sor-lrn/GREvsHUN 20150617 |              | -            |              |
| 4.           | 2015. június 19.       | Lutraki                                   | Görögország                               | 1 – 1 | Magyarország                              | barátságos   | -            |              |
| 5.           | 2018. június 6.        | Telki                                     | Magyarország                              | 0 – 0 | Görögország                               | barátságos   | -            |              |
| 6.           | 2023. július 12.       | Budapest, Bozsik Aréna                    | Magyarország                              | 1 – 0 | Görögország                               | barátságos   | -            |              |
|              | Összesen               |                                           |                                           | 6 | mérkőzés                                  |              | –            | gól          |

## Hollandia
| Magyarország | Magyarország         | Magyarország                      | Magyarország | Magyarország | Magyarország | Magyarország | Magyarország | Magyarország |
| #            | Dátum                | Helyszín                          | Hazai        | Eredmény     | Vendég       | Kiírás       | Gólok        | Esemény      |
| ------------ | -------------------- | --------------------------------- | ------------ | ------------ | ------------ | ------------ | ------------ | ------------ |
| 1.           | 2000. október 14.    | Bük                               | Magyarország | 0 – 3        | Hollandia    | Eb-selejtező | -            |              |
| 2.           | 2000. november 18.   | Almelo                            | Hollandia    | 2 – 0        | Magyarország | Eb-selejtező | -            |              |
| 3.           | 2006. március 25.    | Zalaegerszeg, Andráshidai stadion | Magyarország | 0 – 5        | Hollandia    | vb-selejtező | -            |              |
| 4.           | 2006. szeptember 24. | Zwolle                            | Hollandia    | 4 – 0        | Magyarország | vb-selejtező | -            |              |
|              | Összesen             |                                   |              | 4            | mérkőzés     |              | –            | gól          |

## Hongkong
| Magyarország | Magyarország     | Magyarország | Magyarország | Magyarország | Magyarország | Magyarország | Magyarország | Magyarország |
| #            | Dátum            | Helyszín     | Hazai        | Eredmény     | Vendég       | Kiírás       | Gólok        | Esemény      |
| ------------ | ---------------- | ------------ | ------------ | ------------ | ------------ | ------------ | ------------ | ------------ |
| 1.           | 2020. március 7. | Alanya (TUR) | Hongkong     | 0 – 4        | Magyarország | Török-kupa   | -            |              |
|              | Összesen         |              |              | 1            | mérkőzés     |              | –            | gól          |

## Horvátország
| Magyarország | Magyarország       | Magyarország                    | Magyarország | Magyarország | Magyarország | Magyarország | Magyarország | Magyarország |
| #            | Dátum              | Helyszín                        | Hazai        | Eredmény     | Vendég       | Kiírás       | Gólok        | Esemény      |
| ------------ | ------------------ | ------------------------------- | ------------ | ------------ | ------------ | ------------ | ------------ | ------------ |
| 1.           | 2011. május 15.    | Ludbreg                         | Horvátország | 1 – 1        | Magyarország | barátságos   | -            |              |
| 2.           | 2011. május 17.    | Zalaegerszeg, Andráshidai pálya | Magyarország | 1 – 0        | Horvátország | barátságos   | -            |              |
| 3.           | 2014. március 7.   | Umag                            | Horvátország | 2 – 2        | Magyarország | Isztria-kupa | -            |              |
| 4.           | 2014. augusztus 5. | Balatonfüred                    | Magyarország | 3 – 1        | Horvátország | Balaton-kupa | -            |              |
| 5.           | 2015. október 25.  | Eszék                           | Horvátország | 1 – 1        | Magyarország | Eb-selejtező | -            |              |
| 6.           | 2016. április 8.   | Gyirmót                         | Magyarország | 2 – 0        | Horvátország | Eb-selejtező | -            |              |
| 7.           | 2017. október 19.  | Gyirmót, Alcufer stadion        | Magyarország | 2 – 2        | Horvátország | vb-selejtező | -            |              |
| 8.           | 2018. április 9.   | Zára                            | Horvátország | 1 – 3        | Magyarország | vb-selejtező | -            |              |
| 9.           | 2023. február 22.  | Lárnaka, AÉK Aréna              | Magyarország | 0 – 1        | Horvátország | Ciprus-kupa  | -            |              |
|              | Összesen           |                                 |              | 9            | mérkőzés     |              | –            | gól          |

## India
| Magyarország | Magyarország        | Magyarország | Magyarország | Magyarország | Magyarország | Magyarország     | Magyarország | Magyarország |
| #            | Dátum               | Helyszín     | Hazai        | Eredmény     | Vendég       | Kiírás           | Gólok        | Esemény      |
| ------------ | ------------------- | ------------ | ------------ | ------------ | ------------ | ---------------- | ------------ | ------------ |
| 1.           | 1994. szeptember 2. | Madras       | India        | 1 – 8        | Magyarország | nemzetközi torna | -            |              |
|              | Összesen            |              |              | 1            | mérkőzés     |                  | –            | gól          |

## Írország
| Magyarország | Magyarország         | Magyarország                       | Magyarország | Magyarország | Magyarország | Magyarország            | Magyarország | Magyarország |
| #            | Dátum                | Helyszín                           | Hazai        | Eredmény     | Vendég       | Kiírás                  | Gólok        | Esemény      |
| ------------ | -------------------- | ---------------------------------- | ------------ | ------------ | ------------ | ----------------------- | ------------ | ------------ |
| 1.           | 2007. április 1.     | Dublin, Tolka Park                 | Írország     | 2 – 1        | Magyarország | Eb-selejtező            | -            |              |
| 2.           | 2008. április 23.    | Miskolc, DVTK-stadion              | Magyarország | 0 – 2        | Írország     | Eb-selejtező            | -            |              |
| 3.           | 2012. február 29.    | Silves (POR)                       | Írország     | 0 – 1        | Magyarország | Algarve-kupa            | -            |              |
| 4.           | 2012. március 7.     | Quarteira (POR)                    | Magyarország | 1 – 2        | Írország     | Algarve-kupa            | -            |              |
| 5.           | 2015. március 4.     | Poreč (CRO)                        | Írország     | 1 – 1        | Magyarország | Isztria-kupa            | -            |              |
| 6.           | 2016. március 7.     | Paralimni (CYP)                    | Magyarország | 1 – 0        | Írország     | Ciprus-kupa             | -            |              |
| 7.           | 2017. március 3.     | Paralimni (CYP)                    | Magyarország | 0 – 0        | Írország     | Ciprus-kupa             | -            |              |
| 8.           | 2023. szeptember 26. | Budapest, Hidegkuti Nándor Stadion | Magyarország | 0 – 4        | Írország     | Nemzetek Ligája 2023–24 | -            |              |
| 9.           | 2023. december 1.    | Dublin, Tallaght stadion           | Írország     | 1 – 0        | Magyarország | Nemzetek Ligája 2023–24 | -            |              |
|              | Összesen             |                                    |              | 9            | mérkőzés     |                         | –            | gól          |

## Izland
| Magyarország | Magyarország        | Magyarország                    | Magyarország | Magyarország | Magyarország | Magyarország | Magyarország | Magyarország |
| #            | Dátum               | Helyszín                        | Hazai        | Eredmény     | Vendég       | Kiírás       | Gólok        | Esemény      |
| ------------ | ------------------- | ------------------------------- | ------------ | ------------ | ------------ | ------------ | ------------ | ------------ |
| 1.           | 2003. június 14.    | Reykjavík                       | Izland       | 4 – 1        | Magyarország | Eb-selejtező | -            |              |
| 2.           | 2004. május 29.     | Székesfehérvár                  | Magyarország | 0 – 5        | Izland       | Eb-selejtező | -            |              |
| 3.           | 2011. október 22.   | Pápa                            | Magyarország | 0 – 1        | Izland       | Eb-selejtező | -            |              |
| 4.           | 2012. június 16.    | Reykjavík                       | Izland       | 3 – 0        | Magyarország | Eb-selejtező | -            |              |
| 5.           | 2013. március 13.   | Parchal (POR)                   | Magyarország | 1 – 4        | Izland       | Algarve-kupa | -            |              |
| 6.           | 2019. augusztus 29. | Reykjavík                       | Izland       | 4 – 1        | Magyarország | Eb-selejtező | -            |              |
| 7.           | 2020. december 1.   | Budapest, Szusza Ferenc Stadion | Magyarország | 0 – 1        | Izland       | Eb-selejtező | -            |              |
|              | Összesen            |                                 |              | 7            | mérkőzés     |              | –            | gól          |

## Izrael
| Magyarország | Magyarország        | Magyarország             | Magyarország | Magyarország | Magyarország | Magyarország | Magyarország | Magyarország |
| #            | Dátum               | Helyszín                 | Hazai        | Eredmény     | Vendég       | Kiírás       | Gólok        | Esemény      |
| ------------ | ------------------- | ------------------------ | ------------ | ------------ | ------------ | ------------ | ------------ | ------------ |
| 1.           | 1998. május 17.     | Kecskemét                | Magyarország | 5 – 0        | Izrael       | vb-selejtező | -            |              |
| 2.           | 1998. augusztus 15. | Bat Jam                  | Izrael       | 0 – 2        | Magyarország | vb-selejtező | -            |              |
| 3.           | 2023. április 7.    | Gyirmót, Alcufer stadion | Magyarország | 3 – 1        | Izrael       | barátságos   | -            |              |
| 4.           | 2023. április 11.   | Gyirmót, Alcufer stadion | Magyarország | 2 – 0        | Izrael       | barátságos   | -            |              |
|              | Összesen            |                          |              | 4            | mérkőzés     |              | –            | gól          |

## Japán
| Magyarország | Magyarország     | Magyarország | Magyarország | Magyarország | Magyarország | Magyarország     | Magyarország | Magyarország |
| #            | Dátum            | Helyszín     | Hazai        | Eredmény     | Vendég       | Kiírás           | Gólok        | Esemény      |
| ------------ | ---------------- | ------------ | ------------ | ------------ | ------------ | ---------------- | ------------ | ------------ |
| 1.           | 1991. április 5. | Várna (BUL)  | Japán        | 2 – 0        | Magyarország | nemzetközi torna | -            |              |
|              | Összesen         |              |              | 1            | mérkőzés     |                  | –            | gól          |

## Jugoszlávia
| Magyarország | Magyarország         | Magyarország  | Magyarország | Magyarország | Magyarország | Magyarország     | Magyarország | Magyarország |
| #            | Dátum                | Helyszín      | Hazai        | Eredmény     | Vendég       | Kiírás           | Gólok        | Esemény      |
| ------------ | -------------------- | ------------- | ------------ | ------------ | ------------ | ---------------- | ------------ | ------------ |
| 1.           | 1986. március 22.    | Niš           | Jugoszlávia  | 1 – 1        | Magyarország | barátságos       | -            |              |
| 2.           | 1986. szeptember 27. | Kaposvár      | Magyarország | 5 – 1        | Jugoszlávia  | barátságos       | -            |              |
| 3.           | 1991. április 2.     | Sumen (BUL)   | Jugoszlávia  | 3 – 1        | Magyarország | nemzetközi torna | -            |              |
| 4.           | 1991. május 29.      | Nagybecskerek | Jugoszlávia  | 0 – 0        | Magyarország | barátságos       | -            |              |
| 5.           | 1991. szeptember 14. | Gyula         | Magyarország | 3 – 1        | Jugoszlávia  | barátságos       | -            |              |
| 6.           | 2002. augusztus 24.  | Szombathely   | Magyarország | 3 – 5        | Jugoszlávia  | barátságos       | -            |              |
|              | Összesen             |               |              | 6            | mérkőzés     |                  | –            | gól          |

## Kanada
| Magyarország | Magyarország    | Magyarország | Magyarország | Magyarország | Magyarország | Magyarország | Magyarország | Magyarország |
| #            | Dátum           | Helyszín     | Hazai        | Eredmény     | Vendég       | Kiírás       | Gólok        | Esemény      |
| ------------ | --------------- | ------------ | ------------ | ------------ | ------------ | ------------ | ------------ | ------------ |
| 1.           | 2011. június 7. | Telki        | Magyarország | 0 – 1        | Kanada       | barátságos   | -            |              |
|              | Összesen        |              |              | 1            | mérkőzés     |              | –            | gól          |

## Kazahsztán
| Magyarország | Magyarország       | Magyarország   | Magyarország | Magyarország | Magyarország | Magyarország | Magyarország | Magyarország |
| #            | Dátum              | Helyszín       | Hazai        | Eredmény     | Vendég       | Kiírás       | Gólok        | Esemény      |
| ------------ | ------------------ | -------------- | ------------ | ------------ | ------------ | ------------ | ------------ | ------------ |
| 1.           | 2013. november 23. | Győr, ETO Park | Magyarország | 4 – 1        | Kazahsztán   | vb-selejtező | -            |              |
| 2.           | 2014. június 14.   | Almati         | Kazahsztán   | 1 – 2        | Magyarország | vb-selejtező | -            |              |
|              | Összesen           |                |              | 2            | mérkőzés     |              | –            | gól          |

## Kína
| Magyarország | Magyarország        | Magyarország | Magyarország | Magyarország | Magyarország | Magyarország | Magyarország | Magyarország |
| #            | Dátum               | Helyszín     | Hazai        | Eredmény     | Vendég       | Kiírás       | Gólok        | Esemény      |
| ------------ | ------------------- | ------------ | ------------ | ------------ | ------------ | ------------ | ------------ | ------------ |
| 1.           | 2007. szeptember 5. | Vuhan        | Kína         | 4 – 0        | Magyarország | barátságos   | -            |              |
|              | Összesen            |              |              | 1            | mérkőzés     |              | –            | gól          |

## Lengyelország
| Magyarország | Magyarország         | Magyarország         | Magyarország  | Magyarország | Magyarország  | Magyarország     | Magyarország | Magyarország |
| #            | Dátum                | Helyszín             | Hazai         | Eredmény     | Vendég        | Kiírás           | Gólok        | Esemény      |
| ------------ | -------------------- | -------------------- | ------------- | ------------ | ------------- | ---------------- | ------------ | ------------ |
| 1.           | 1988. október 16.    | Sosnowiec            | Lengyelország | 2 – 2        | Magyarország  | barátságos       | -            |              |
| 2.           | 1989. szeptember 24. | Mezőkövesd           | Magyarország  | 0 – 0        | Lengyelország | barátságos       | -            |              |
| 3.           | 1993. június 18.     | Czechowice-Dziedzice | Lengyelország | 2 – 2        | Magyarország  | barátságos       | -            |              |
| 4.           | 1993. június 20.     | Dankowice            | Lengyelország | 0 – 0        | Magyarország  | barátságos       | -            |              |
| 5.           | 1994. április 29.    | Tiszakécske          | Magyarország  | 1 – 0        | Lengyelország | barátságos       | -            |              |
| 6.           | 1994. május 1.       | Kartal               | Magyarország  | 2 – 2        | Lengyelország | barátságos       | -            |              |
| 7.           | 1995. április 9.     | Várna (BUL)          | Magyarország  | 1 – 1        | Lengyelország | nemzetközi torna | -            |              |
| 8.           | 2001. május 27.      | Tiszaújváros         | Magyarország  | 0 – 0        | Lengyelország | nemzetközi torna | -            |              |
| 9.           | 2003. április 19.    | Czechowice-Dziedzice | Lengyelország | 0 – 2        | Magyarország  | Eb-selejtező     | -            |              |
| 10.          | 2004. május 1.       | Dunaújváros          | Magyarország  | 2 – 2        | Lengyelország | Eb-selejtező     | -            |              |
| 11.          | 2005. március 17.    | Tapolca              | Magyarország  | 0 – 3        | Lengyelország | barátságos       | -            |              |
| 12.          | 2005. március 19.    | Tapolca              | Magyarország  | 0 – 4        | Lengyelország | barátságos       | -            |              |
| 13.          | 2009. szeptember 24. | Sopron               | Magyarország  | 4 – 2        | Lengyelország | vb-selejtező     | -            |              |
| 14.          | 2010. június 19.     | Kielce               | Lengyelország | 0 – 0        | Magyarország  | vb-selejtező     | -            |              |
| 15.          | 2014. március 11.    | Umag (CRO)           | Lengyelország | 1 – 4        | Magyarország  | Isztria-kupa     | -            |              |
| 16.          | 2015. február 11.    | Lipót                | Magyarország  | 2 – 7        | Lengyelország | barátságos       | -            |              |
| 17.          | 2022. február 19.    | La Manga (ESP)       | Magyarország  | 2 – 1        | Lengyelország | Pinatar-kupa     | -            |              |
|              | Összesen             |                      |               | 17           | mérkőzés      |                  | –            | gól          |

## Lettország
| Magyarország | Magyarország         | Magyarország                        | Magyarország | Magyarország | Magyarország | Magyarország | Magyarország | Magyarország |
| #            | Dátum                | Helyszín                            | Hazai        | Eredmény     | Vendég       | Kiírás       | Gólok        | Esemény      |
| ------------ | -------------------- | ----------------------------------- | ------------ | ------------ | ------------ | ------------ | ------------ | ------------ |
| 1.           | 2019. november 12.   | Szombathely, Haladás Sportkomplexum | Magyarország | 4 – 0        | Lettország   | Eb-selejtező | -            |              |
| 2.           | 2020. szeptember 22. | Liepāja                             | Lettország   | 0 – 5        | Magyarország | Eb-selejtező | -            |              |
|              | Összesen             |                                     |              | 2            | mérkőzés     |              | –            | gól          |

## Macedónia
| Magyarország | Magyarország       | Magyarország | Magyarország | Magyarország | Magyarország | Magyarország | Magyarország | Magyarország |
| #            | Dátum              | Helyszín     | Hazai        | Eredmény     | Vendég       | Kiírás       | Gólok        | Esemény      |
| ------------ | ------------------ | ------------ | ------------ | ------------ | ------------ | ------------ | ------------ | ------------ |
| 1.           | 2014. november 26. | Telki        | Magyarország | 8 – 0        | Macedónia    | barátságos   | -            |              |
|              | Összesen           |              |              | 1            | mérkőzés     |              | –            | gól          |

## Málta
| Magyarország | Magyarország       | Magyarország | Magyarország | Magyarország | Magyarország | Magyarország | Magyarország | Magyarország |
| #            | Dátum              | Helyszín     | Hazai        | Eredmény     | Vendég       | Kiírás       | Gólok        | Esemény      |
| ------------ | ------------------ | ------------ | ------------ | ------------ | ------------ | ------------ | ------------ | ------------ |
| 1.           | 2018. október 5.   | Ta’ Qali     | Málta        | 0 – 1        | Magyarország | barátságos   | -            |              |
| 2.           | 2018. október 8.   | Ta’ Qali     | Málta        | 0 – 3        | Magyarország | barátságos   | -            |              |
| 3.           | 2024. november 29. | Ta’ Qali     | Málta        | 1 – 3        | Magyarország | barátságos   | -            |              |
| 4.           | 2024. december 3.  | Attard       | Málta        | 1 – 1        | Magyarország | barátságos   | -            |              |
|              | Összesen           |              |              | 4            | mérkőzés     |              | –            | gól          |

## Mexikó
| Magyarország | Magyarország     | Magyarország    | Magyarország | Magyarország | Magyarország | Magyarország | Magyarország | Magyarország |
| #            | Dátum            | Helyszín        | Hazai        | Eredmény     | Vendég       | Kiírás       | Gólok        | Esemény      |
| ------------ | ---------------- | --------------- | ------------ | ------------ | ------------ | ------------ | ------------ | ------------ |
| 1.           | 2013. március 6. | Ferreiras (POR) | Magyarország | 0 – 1        | Mexikó       | Algarve-kupa | -            |              |
| 2.           | 2019. március 4. | Lárnaka (CYP)   | Magyarország | 3 – 3        | Mexikó       | Ciprus-kupa  | -            |              |
|              | Összesen         |                 |              | 2            | mérkőzés     |              | –            | gól          |

## Németország / NSZK
| Magyarország | Magyarország         | Magyarország           | Magyarország | Magyarország | Magyarország | Magyarország | Magyarország | Magyarország |
| #            | Dátum                | Helyszín               | Hazai        | Eredmény     | Vendég       | Kiírás       | Gólok        | Esemény      |
| ------------ | -------------------- | ---------------------- | ------------ | ------------ | ------------ | ------------ | ------------ | ------------ |
| 1.           | 1985. április 9.     | Siófok, Városi Stadion | Magyarország | 1 – 0        | NSZK         | barátságos   | -            |              |
| 2.           | 1986. április 15.    | Straubing              | NSZK         | 2 – 1        | Magyarország | barátságos   | -            |              |
| 3.           | 1987. október 7.     | Budapest, Hévízi út    | Magyarország | 0 – 1        | NSZK         | Eb-selejtező | -            |              |
| 4.           | 1988. október 30.    | Passau                 | NSZK         | 4 – 0        | Magyarország | Eb-selejtező | -            |              |
| 5.           | 1989. október 1.     | Straubing              | NSZK         | 0 – 0        | Magyarország | Eb-selejtező | -            |              |
| 6.           | 1990. október 14.    | Sopron                 | Magyarország | 0 – 4        | Németország  | Eb-selejtező | -            |              |
| 7.           | 1991. szeptember 25. | Mosonmagyaróvár        | Magyarország | 0 – 2        | Németország  | barátságos   | -            |              |
| 8.           | 2015. szeptember 18. | Halle                  | Németország  | 12 – 0       | Magyarország | Eb-selejtező | -            |              |
| 9.           | 2016. szeptember 20. | Gyirmót                | Magyarország | 0 – 1        | Németország  | Eb-selejtező | -            |              |
|              | Összesen             |                        |              | 9            | mérkőzés     |              | –            | gól          |

## Norvégia
| Magyarország | Magyarország         | Magyarország               | Magyarország | Magyarország | Magyarország | Magyarország   | Magyarország | Magyarország |
| #            | Dátum                | Helyszín                   | Hazai        | Eredmény     | Vendég       | Kiírás         | Gólok        | Esemény      |
| ------------ | -------------------- | -------------------------- | ------------ | ------------ | ------------ | -------------- | ------------ | ------------ |
| 1.           | 1990. november 14.   | Kristiansand               | Norvégia     | 2 – 1        | Magyarország | Eb-negyeddöntő | -            |              |
| 2.           | 1990. október 25.    | Budapest, Budafok          | Magyarország | 0 – 2        | Norvégia     | Eb-negyeddöntő | -            |              |
| 3.           | 1993. október 16.    | Bergen                     | Norvégia     | 8 – 0        | Magyarország | Eb-selejtező   | -            |              |
| 4.           | 1994. június 4.      | Kecskemét                  | Magyarország | 0 – 4        | Norvégia     | Eb-selejtező   | -            |              |
| 5.           | 2011. szeptember 21. | Oslo                       | Norvégia     | 6 – 0        | Magyarország | Eb-selejtező   | -            |              |
| 6.           | 2012. április 4.     | Kecskemét, Széktói Stadion | Magyarország | 0 – 5        | Norvégia     | Eb-selejtező   | -            |              |
|              | Összesen             |                            |              | 6            | mérkőzés     |                | –            | gól          |

## Olaszország
| Magyarország | Magyarország        | Magyarország             | Magyarország | Magyarország | Magyarország | Magyarország | Magyarország | Magyarország |
| #            | Dátum               | Helyszín                 | Hazai        | Eredmény     | Vendég       | Kiírás       | Gólok        | Esemény      |
| ------------ | ------------------- | ------------------------ | ------------ | ------------ | ------------ | ------------ | ------------ | ------------ |
| 1.           | 1985. május 25.     | Gyöngyös                 | Magyarország | 2 – 3        | Olaszország  | Eb-selejtező | -            |              |
| 2.           | 1986. május 3.      | Potenza                  | Olaszország  | 1 – 0        | Magyarország | Eb-selejtező | -            |              |
| 3.           | 1988. április 30.   | San Benedetto del Tronto | Olaszország  | 5 – 1        | Magyarország | Eb-selejtező | -            |              |
| 4.           | 1988. október 8.    | Baja                     | Magyarország | 0 – 0        | Olaszország  | Eb-selejtező | -            |              |
| 5.           | 1991. április 25.   | Maiano                   | Olaszország  | 2 – 1        | Magyarország | barátságos   | -            |              |
| 6.           | 1993. április 9.    | Budapest, REAC pálya     | Magyarország | 0 – 2        | Olaszország  | barátságos   | -            |              |
| 7.           | 1995. szeptember 5. | Jesolo                   | Olaszország  | 1 – 0        | Magyarország | barátságos   | -            |              |
| 8.           | 2007. október 27.   | Bük                      | Magyarország | 1 – 3        | Olaszország  | Eb-selejtező | -            |              |
| 9.           | 2008. október 2.    | Montereale Valcellina    | Olaszország  | 3 – 0        | Magyarország | Eb-selejtező | -            |              |
| 10.          | 2016. március 2.    | Derüneia (CYP)           | Magyarország | 0 – 2        | Olaszország  | Ciprus-kupa  | -            |              |
| 11.          | 2019. március 1.    | Lárnaka (CYP)            | Magyarország | 0 – 3        | Olaszország  | Ciprus-kupa  | -            |              |
|              | Összesen            |                          |              | 11           | mérkőzés     |              | –            | gól          |

## Oroszország
| Magyarország | Magyarország        | Magyarország              | Magyarország | Magyarország | Magyarország | Magyarország     | Magyarország | Magyarország |
| #            | Dátum               | Helyszín                  | Hazai        | Eredmény     | Vendég       | Kiírás           | Gólok        | Esemény      |
| ------------ | ------------------- | ------------------------- | ------------ | ------------ | ------------ | ---------------- | ------------ | ------------ |
| 1.           | 1995. április 7.    | Várna (BUL)               | Oroszország  | 3 – 0        | Magyarország | nemzetközi torna | -            |              |
| 2.           | 2003. szeptember 8. | Dunaújváros               | Magyarország | 1 – 3        | Oroszország  | Eb-selejtező     | -            |              |
| 3.           | 2004. október 3.    | Moszkva, Stroitel stadion | Oroszország  | 4 – 0        | Magyarország | Eb-selejtező     | -            |              |
| 4.           | 2015. november 29.  | Felcsút, Pancho Aréna     | Magyarország | 0 – 1        | Oroszország  | Eb-selejtező     | -            |              |
| 5.           | 2016. április 12.   | Szentpétervár             | Oroszország  | 3 – 3        | Magyarország | Eb-selejtező     | -            |              |
| 6.           | 2022. február 16.   | La Manga (ESP)            | Magyarország | 2 – 2        | Oroszország  | Pinatar-kupa     | -            |              |
|              | Összesen            |                           |              | 5            | mérkőzés     |                  | –            | gól          |

## Portugália
| Magyarország | Magyarország     | Magyarország               | Magyarország | Magyarország | Magyarország | Magyarország | Magyarország | Magyarország |
| #            | Dátum            | Helyszín                   | Hazai        | Eredmény     | Vendég       | Kiírás       | Gólok        | Esemény      |
| ------------ | ---------------- | -------------------------- | ------------ | ------------ | ------------ | ------------ | ------------ | ------------ |
| 1.           | 2012. március 2. | Parchal                    | Portugália   | 4 – 0        | Magyarország | Algarve-kupa | -            |              |
| 2.           | 2013. március 8. | Vila Real de Santo António | Portugália   | 0 – 2        | Magyarország | Algarve-kupa | -            |              |
| 3.           | 2019. április 6. | Alverca do Ribatejo        | Portugália   | 2 – 1        | Magyarország | barátságos   | -            |              |
| 4.           | 2019. április 9. | Alverca do Ribatejo        | Portugália   | 4 – 1        | Magyarország | barátságos   | -            |              |
|              | Összesen         |                            |              | 4            | mérkőzés     |              | –            | gól          |

## Románia
| Magyarország | Magyarország        | Magyarország                       | Magyarország | Magyarország | Magyarország | Magyarország     | Magyarország | Magyarország |
| #            | Dátum               | Helyszín                           | Hazai        | Eredmény     | Vendég       | Kiírás           | Gólok        | Esemény      |
| ------------ | ------------------- | ---------------------------------- | ------------ | ------------ | ------------ | ---------------- | ------------ | ------------ |
| 1.           | 1991. április 6.    | Várna (BUL)                        | Magyarország | 3 – 1        | Románia      | nemzetközi torna | -            |              |
| 2.           | 1993. szeptember 5. | Medgyesegyháza                     | Magyarország | 1 – 2        | Románia      | barátságos       | -            |              |
| 3.           | 1994. május 22.     | Arad                               | Románia      | 1 – 1        | Magyarország | barátságos       | -            |              |
| 4.           | 1995. április 5.    | Várna (BUL)                        | Románia      | 5 – 1        | Magyarország | nemzetközi torna | -            |              |
| 5.           | 1997. november 12.  | Câmpina                            | Románia      | 3 – 1        | Magyarország | vb-selejtező     | -            |              |
| 6.           | 1998. június 27.    | Siófok                             | Magyarország | 2 – 2        | Románia      | vb-selejtező     | -            |              |
| 7.           | 2007. május 5.      | Debrecen, Oláh Gábor utcai stadion | Magyarország | 3 – 3        | Románia      | Eb-selejtező     | -            |              |
| 8.           | 2008. május 28.     | Arad, Városi Stadion               | Románia      | 3 – 1        | Magyarország | Eb-selejtező     | -            |              |
| 9.           | 2009. október 28.   | Sopron                             | Magyarország | 1 – 1        | Románia      | vb-selejtező     | -            |              |
| 10.          | 2010. augusztus 25. | Bukarest                           | Románia      | 2 – 3        | Magyarország | vb-selejtező     | -            |              |
| 11.          | 2011. augusztus 23. | Arad                               | Románia      | 4 – 2        | Magyarország | barátságos       | -            |              |
| 12.          | 2011. augusztus 25. | Pécska                             | Románia      | 2 – 0        | Magyarország | barátságos       | -            |              |
| 13.          | 2013. szeptember 3. | Gyula                              | Magyarország | 3 – 2        | Románia      | barátságos       | -            |              |
| 14.          | 2013. szeptember 5. | Gyula                              | Magyarország | 5 – 1        | Románia      | barátságos       | -            |              |
| 15.          | 2014. július 23.    | Marosvásárhely                     | Románia      | 5 – 1        | Magyarország | barátságos       | -            |              |
| 16.          | 2014. augusztus 3.  | Balatonfüred                       | Magyarország | 1 – 2        | Románia      | Balaton-kupa     | -            |              |
| 17.          | 2015. március 11.   | Umag (CRO)                         | Magyarország | 3 – 1        | Románia      | Isztria-kupa     | -            |              |
| 18.          | 2017. július 30.    | Balatonfüred                       | Magyarország | 3 – 2        | Románia      | Balaton-kupa     | -            |              |
| 19.          | 2018. július 27.    | Balatonfüred                       | Magyarország | 1 – 4        | Románia      | Balaton-kupa     | -            |              |
| 20.          | 2020. március 10.   | Alanya (TUR)                       | Románia      | 1 – 7        | Magyarország | Török-kupa       | -            |              |
| 21.          | 2023. február 16.   | Lárnaka, GSZ Stadion               | Románia      | 2 – 1        | Magyarország | Ciprus-kupa      | -            |              |
|              | Összesen            |                                    |              | 21           | mérkőzés     |                  | –            | gól          |

## Skócia
| Magyarország | Magyarország         | Magyarország                       | Magyarország | Magyarország | Magyarország | Magyarország | Magyarország | Magyarország |
| #            | Dátum                | Helyszín                           | Hazai        | Eredmény     | Vendég       | Kiírás       | Gólok        | Esemény      |
| ------------ | -------------------- | ---------------------------------- | ------------ | ------------ | ------------ | ------------ | ------------ | ------------ |
| 1.           | 2017. szeptember 14. | Telki                              | Magyarország | 0 – 3        | Skócia       | barátságos   | -            |              |
| 2.           | 2021. szeptember 17. | Budapest, Hidegkuti Nándor Stadion | Magyarország | 0 – 2        | Skócia       | vb-selejtező | -            |              |
| 3.           | 2021. október 22.    | Glasgow, Hampden Park              | Skócia       | 2 – 1        | Magyarország | vb-selejtező | -            |              |
| 4.           | 2022. február 22.    | San Pedro del Pinatar (ESP)        | Skócia       | 0 – 0        | Magyarország | Pinatar-kupa | -            |              |
| 5.           | 2024. október 25.    | Budapest, Bozsik Aréna             | Magyarország | 0 – 1        | Skócia       | Eb-selejtező | -            |              |
| 6.           | 2024. október 29.    | Edinburgh, Easter Road Stadion     | Skócia       | 4 – 0        | Magyarország | Eb-selejtező | -            |              |
|              | Összesen             |                                    |              | 6            | mérkőzés     |              | –            | gól          |

## Spanyolország
| Magyarország | Magyarország         | Magyarország                              | Magyarország  | Magyarország | Magyarország  | Magyarország     | Magyarország | Magyarország |
| #            | Dátum                | Helyszín                                  | Hazai         | Eredmény     | Vendég        | Kiírás           | Gólok        | Esemény      |
| ------------ | -------------------- | ----------------------------------------- | ------------- | ------------ | ------------- | ---------------- | ------------ | ------------ |
| 1.           | 1985. április 27.    | Szekszárd                                 | Magyarország  | 1 – 0        | Spanyolország | Eb-selejtező     | -            |              |
| 2.           | 1986. április 5.     | Gijón                                     | Spanyolország | 1 – 2        | Magyarország  | Eb-selejtező     | -            |              |
| 3.           | 1992. március 30.    | Várna (BUL)                               | Magyarország  | 1 – 0        | Spanyolország | nemzetközi torna | -            |              |
| 4.           | 1995. április 3.     | Várna (BUL)                               | Magyarország  | 5 – 3        | Spanyolország | nemzetközi torna | -            |              |
| 5.           | 2021. szeptember 21. | Budapest, Hidegkuti Nándor Stadion        | Magyarország  | 0 – 7        | Spanyolország | vb-selejtező     | -            |              |
| 6.           | 2022. szeptember 2.  | Las Rozas de Madrid, La Ciudad del Fútbol | Spanyolország | 3 – 0        | Magyarország  | vb-selejtező     | -            |              |
|              | Összesen             |                                           |               | 6            | mérkőzés      |                  | –            | gól          |

## Svájc
| Magyarország | Magyarország         | Magyarország                       | Magyarország | Magyarország | Magyarország | Magyarország | Magyarország | Magyarország |
| #            | Dátum                | Helyszín                           | Hazai        | Eredmény     | Vendég       | Kiírás       | Gólok        | Esemény      |
| ------------ | -------------------- | ---------------------------------- | ------------ | ------------ | ------------ | ------------ | ------------ | ------------ |
| 1.           | 1985. október 12.    | Renens                             | Svájc        | 1 – 2        | Magyarország | Eb-selejtező | -            |              |
| 2.           | 1986. október 11.    | Eger                               | Magyarország | 1 – 1        | Svájc        | Eb-selejtező | -            |              |
| 3.           | 1987. november 14.   | Szolnok                            | Magyarország | 7 – 1        | Svájc        | Eb-selejtező | -            |              |
| 4.           | 1988. június 11.     | Zürich                             | Svájc        | 3 – 0        | Magyarország | Eb-selejtező | -            |              |
| 5.           | 1989. szeptember 16. | Kalocsa                            | Magyarország | 1 – 1        | Svájc        | barátságos   | -            |              |
| 6.           | 1992. szeptember 26. | Bázel                              | Svájc        | 1 – 2        | Magyarország | barátságos   | -            |              |
| 7.           | 2024. május 31.      | Biel, Tissot Arena                 | Svájc        | 2 – 1        | Magyarország | Eb-selejtező | -            |              |
| 8.           | 2024. június 4.      | Budapest, Hidegkuti Nándor Stadion | Magyarország | 1 – 0        | Svájc        | Eb-selejtező | -            |              |
|              | Összesen             |                                    |              | 8            | mérkőzés     |              | –            | gól          |

## Svédország
| Magyarország | Magyarország         | Magyarország                     | Magyarország | Magyarország | Magyarország | Magyarország     | Magyarország | Magyarország |
| #            | Dátum                | Helyszín                         | Hazai        | Eredmény     | Vendég       | Kiírás           | Gólok        | Esemény      |
| ------------ | -------------------- | -------------------------------- | ------------ | ------------ | ------------ | ---------------- | ------------ | ------------ |
| 1.           | 1986. szeptember 18. | Veszprém                         | Magyarország | 1 – 4        | Svédország   | barátságos       | -            |              |
| 2.           | 1987. augusztus 19.  | Nyköping                         | Svédország   | 5 – 0        | Magyarország | barátságos       | -            |              |
| 3.           | 1992. április 4.     | Várna (BUL)                      | Magyarország | 0 – 3        | Svédország   | nemzetközi torna | -            |              |
| 4.           | 2007. június 20.     | Karlstad, Tingvalla Stadion      | Svédország   | 7 – 0        | Magyarország | Eb-selejtező     | -            |              |
| 5.           | 2008. május 3.       | Székesfehérvár, Sóstói Stadion   | Magyarország | 0 – 6        | Svédország   | Eb-selejtező     | -            |              |
| 6.           | 2017. október 24.    | Borås                            | Svédország   | 5 – 0        | Magyarország | vb-selejtező     | -            |              |
| 7.           | 2018. április 5.     | Szombathely, Rohonci úti stadion | Magyarország | 1 – 4        | Svédország   | vb-selejtező     | -            |              |
| 8.           | 2019. október 4.     | Miskolc, DVTK-stadion            | Magyarország | 0 – 5        | Svédország   | Eb-selejtező     | -            |              |
| 9.           | 2020. szeptember 17. | Göteborg                         | Svédország   | 8 – 0        | Magyarország | Eb-selejtező     | -            |              |
|              | Összesen             |                                  |              | 9            | mérkőzés     |                  | –            | gól          |

## Szerbia
| Magyarország | Magyarország        | Magyarország                | Magyarország | Magyarország | Magyarország | Magyarország         | Magyarország | Magyarország |
| #            | Dátum               | Helyszín                    | Hazai        | Eredmény     | Vendég       | Kiírás               | Gólok        | Esemény      |
| ------------ | ------------------- | --------------------------- | ------------ | ------------ | ------------ | -------------------- | ------------ | ------------ |
| 1.           | 2009. szeptember 2. | Hajdújárás                  | Szerbia      | 1 – 8        | Magyarország | barátságos           | -            |              |
| 2.           | 2010. február 23.   | Hódmezővásárhely            | Magyarország | 1 – 0        | Szerbia      | barátságos           | -            |              |
| 3.           | 2012. augusztus 24. | Ópazova                     | Szerbia      | 2 – 3        | Magyarország | barátságos           | -            |              |
| 4.           | 2016. július 30.    | Balatonfüred                | Magyarország | 0 – 0        | Szerbia      | Balaton-kupa         | -            |              |
| 5.           | 2016. november 23.  | Telki                       | Magyarország | 4 – 3        | Szerbia      | barátságos           | -            |              |
| 6.           | 2017. július 28.    | Balatonfüred                | Magyarország | 1 – 1        | Szerbia      | Balaton-kupa         | -            |              |
| 7.           | 2021. június 10.    | Szeged, Szent Gellért Fórum | Magyarország | 4 – 0        | Szerbia      | barátságos           | -            |              |
| 8.           | 2021. június 14.    | Szeged, Szent Gellért Fórum | Magyarország | 2 – 3        | Szerbia      | barátságos           | -            |              |
| 9.           | 2025. április 4.    | Gyirmót, Alcufer stadion    | Magyarország | 0 – 1        | Szerbia      | Nemzetek Ligája 2025 | -            |              |
|              | Összesen            |                             |              | 9            | mérkőzés     |                      | –            | gól          |

## Szlovákia
| Magyarország | Magyarország         | Magyarország                       | Magyarország | Magyarország | Magyarország | Magyarország | Magyarország | Magyarország |
| #            | Dátum                | Helyszín                           | Hazai        | Eredmény     | Vendég       | Kiírás       | Gólok        | Esemény      |
| ------------ | -------------------- | ---------------------------------- | ------------ | ------------ | ------------ | ------------ | ------------ | ------------ |
| 1.           | 1997. október 22.    | Trencsén                           | Szlovákia    | 4 – 0        | Magyarország | vb-selejtező | -            |              |
| 2.           | 1998. június 3.      | Bük                                | Magyarország | 3 – 0        | Szlovákia    | vb-selejtező | -            |              |
| 3.           | 2001. szeptember 29. | Garamszentkereszt                  | Szlovákia    | 0 – 2        | Magyarország | Eb-selejtező | -            |              |
| 4.           | 2002. május 4.       | Győr                               | Magyarország | 3 – 1        | Szlovákia    | Eb-selejtező | -            |              |
| 5.           | 2005. április 12.    | Kisudvarnok                        | Szlovákia    | 2 – 1        | Magyarország | barátságos   | -            |              |
| 6.           | 2005. április 13.    | Győr, Integral-DAC pálya           | Magyarország | 2 – 0        | Szlovákia    | barátságos   | -            |              |
| 7.           | 2006. március 7.     | Szenc                              | Szlovákia    | 3 – 2        | Magyarország | barátságos   | -            |              |
| 8.           | 2006. március 8.     | Győr                               | Magyarország | 1 – 0        | Szlovákia    | barátságos   | -            |              |
| 9.           | 2007. március 14.    | Szenc                              | Szlovákia    | 2 – 3        | Magyarország | barátságos   | -            |              |
| 10.          | 2007. március 15.    | Győr, Integrál-DAC pálya           | Magyarország | 3 – 1        | Szlovákia    | barátságos   | -            |              |
| 11.          | 2010. március 9.     | Telki                              | Magyarország | 1 – 1        | Szlovákia    | barátságos   | -            |              |
| 12.          | 2010. március 11.    | Szenc                              | Szlovákia    | 1 – 1        | Magyarország | barátságos   | -            |              |
| 13.          | 2011. április 13.    | Szenc                              | Szlovákia    | 2 – 4        | Magyarország | barátságos   | -            |              |
| 14.          | 2013. augusztus 20.  | Balatonfüred                       | Magyarország | 2 – 3        | Szlovákia    | Balaton-kupa | -            |              |
| 15.          | 2015. március 9.     | Rovinjsko Selo (CRO)               | Magyarország | 1 – 3        | Szlovákia    | Isztria-kupa | -            |              |
| 16.          | 2015. augusztus 1.   | Balatonfüred                       | Magyarország | 4 – 4        | Szlovákia    | Balaton-kupa | -            |              |
| 17.          | 2018. március 5.     | Paralimni (CYP)                    | Magyarország | 1 – 1        | Szlovákia    | Ciprus-kupa  | -            |              |
| 18.          | 2019. március 6.     | Lárnaka (CYP)                      | Magyarország | 3 – 2        | Szlovákia    | Ciprus-kupa  | -            |              |
| 19.          | 2019. november 8.    | Szenc                              | Szlovákia    | 0 – 0        | Magyarország | Eb-selejtező | -            |              |
| 20.          | 2020. október 23.    | Budapest, Illovszky Rudolf Stadion | Magyarország | 1 – 2        | Szlovákia    | Eb-selejtező | -            |              |
|              | Összesen             |                                    |              | 20           | mérkőzés     |              | –            | gól          |

## Szlovénia
| Magyarország | Magyarország      | Magyarország                     | Magyarország | Magyarország | Magyarország | Magyarország     | Magyarország | Magyarország |
| #            | Dátum             | Helyszín                         | Hazai        | Eredmény     | Vendég       | Kiírás           | Gólok        | Esemény      |
| ------------ | ----------------- | -------------------------------- | ------------ | ------------ | ------------ | ---------------- | ------------ | ------------ |
| 1.           | 1999. június 20.  | Tótkeresztúr                     | Szlovénia    | 0 – 9        | Magyarország | barátságos       | -            |              |
| 2.           | 2001. május 26.   | Tiszaújváros                     | Magyarország | 8 – 1        | Szlovénia    | nemzetközi torna | -            |              |
| 3.           | 2002. március 27. | Hévíz                            | Magyarország | 7 – 1        | Szlovénia    | barátságos       | -            |              |
| 4.           | 2004. április 2.  | Lendva                           | Szlovénia    | 2 – 2        | Magyarország | barátságos       | -            |              |
| 5.           | 2004. április 4.  | Szombathely, Király-sportcentrum | Magyarország | 4 – 1        | Szlovénia    | barátságos       | -            |              |
| 6.           | 2005. május 24.   | Zalaegerszeg                     | Magyarország | 2 – 0        | Szlovénia    | barátságos       | -            |              |
| 7.           | 2007. október 21. | Bük                              | Magyarország | 2 – 2        | Szlovénia    | barátságos       | -            |              |
| 8.           | 2009. június 3.   | Ptuj                             | Szlovénia    | 2 – 5        | Magyarország | barátságos       | -            |              |
| 9.           | 2010. május 5.    | Zalaegerszeg                     | Magyarország | 3 – 1        | Szlovénia    | barátságos       | -            |              |
| 10.          | 2013. április 17. | Belatinc                         | Szlovénia    | 1 – 4        | Magyarország | barátságos       | -            |              |
| 11.          | 2015. június 11.  | Szombathely                      | Magyarország | 2 – 1        | Szlovénia    | barátságos       | -            |              |
| 12.          | 2017. április 5.  | Telki                            | Magyarország | 2 – 2        | Szlovénia    | barátságos       | -            |              |
|              | Összesen          |                                  |              | 12           | mérkőzés     |                  | –            | gól          |

## Szovjetunió
| Magyarország | Magyarország     | Magyarország             | Magyarország | Magyarország | Magyarország | Magyarország | Magyarország | Magyarország |
| #            | Dátum            | Helyszín                 | Hazai        | Eredmény     | Vendég       | Kiírás       | Gólok        | Esemény      |
| ------------ | ---------------- | ------------------------ | ------------ | ------------ | ------------ | ------------ | ------------ | ------------ |
| 1.           | 1991. október 6. | Moszkva, Torpedo Stadion | Szovjetunió  | 2 – 1        | Magyarország | Eb-selejtező | -            |              |
|              | Összesen         |                          |              | 1            | mérkőzés     |              | –            | gól          |

## Thaiföld
| Magyarország | Magyarország      | Magyarország  | Magyarország | Magyarország | Magyarország | Magyarország | Magyarország | Magyarország |
| #            | Dátum             | Helyszín      | Hazai        | Eredmény     | Vendég       | Kiírás       | Gólok        | Esemény      |
| ------------ | ----------------- | ------------- | ------------ | ------------ | ------------ | ------------ | ------------ | ------------ |
| 1.           | 2019. február 27. | Lárnaka (CYP) | Magyarország | 0 – 4        | Thaiföld     | Ciprus-kupa  | -            |              |
|              | Összesen          |               |              | 1            | mérkőzés     |              | –            | gól          |

## Törökország
| Magyarország | Magyarország       | Magyarország              | Magyarország | Magyarország | Magyarország | Magyarország | Magyarország | Magyarország |
| #            | Dátum              | Helyszín                  | Hazai        | Eredmény     | Vendég       | Kiírás       | Gólok        | Esemény      |
| ------------ | ------------------ | ------------------------- | ------------ | ------------ | ------------ | ------------ | ------------ | ------------ |
| 1.           | 1995. október 4.   | Kecskemét                 | Magyarország | 6 – 0        | Törökország  | Eb-selejtező | -            |              |
| 2.           | 1996. május 9.     | Isztambul                 | Törökország  | 1 – 2        | Magyarország | Eb-selejtező | -            |              |
| 3.           | 1999. november 3.  | İzmir                     | Törökország  | 2 – 8        | Magyarország | Eb-selejtező | -            |              |
| 4.           | 2000. április 26.  | Kecskemét                 | Magyarország | 6 – 0        | Törökország  | Eb-selejtező | -            |              |
| 5.           | 2001. november 21. | Isztambul                 | Törökország  | 1 – 4        | Magyarország | Eb-selejtező | -            |              |
| 6.           | 2002. május 23.    | Budapest, Megyeri út      | Magyarország | 4 – 1        | Törökország  | Eb-selejtező | -            |              |
| 7.           | 2015. október 21.  | Budapest, Groupama Aréna  | Magyarország | 1 – 0        | Törökország  | Eb-selejtező | -            |              |
| 8.           | 2016. június 6.    | Antalya                   | Törökország  | 2 – 1        | Magyarország | Eb-selejtező | -            |              |
| 9.           | 2024. április 9.   | Isztambul, Pendik Stadion | Törökország  | 2 – 1        | Magyarország | Eb-selejtező | -            |              |
| 10.          | 2024. július 16.   | Gyirmót, Alcufer stadion  | Magyarország | 1 – 4        | Törökország  | Eb-selejtező | -            |              |
|              | Összesen           |                           |              | 10           | mérkőzés     |              | –            | gól          |

## Ukrajna
| Magyarország | Magyarország        | Magyarország               | Magyarország | Magyarország | Magyarország | Magyarország | Magyarország | Magyarország |
| #            | Dátum               | Helyszín                   | Hazai        | Eredmény     | Vendég       | Kiírás       | Gólok        | Esemény      |
| ------------ | ------------------- | -------------------------- | ------------ | ------------ | ------------ | ------------ | ------------ | ------------ |
| 1.           | 1995. október 22.   | Debrecen                   | Magyarország | 1 – 1        | Ukrajna      | Eb-selejtező | -            |              |
| 2.           | 1996. június 16.    | Ungvár                     | Ukrajna      | 2 – 0        | Magyarország | Eb-selejtező | -            |              |
| 3.           | 2009. november 14.  | Sopron                     | Magyarország | 1 – 1        | Ukrajna      | vb-selejtező | -            |              |
| 4.           | 2010. május 20.     | Csernyihiv                 | Ukrajna      | 4 – 2        | Magyarország | vb-selejtező | -            |              |
| 5.           | 2012. május 23.     | Telki                      | Magyarország | 0 – 4        | Ukrajna      | barátságos   | -            |              |
| 6.           | 2016. október 19.   | Boriszpil                  | Ukrajna      | 0 – 4        | Magyarország | barátságos   | -            |              |
| 7.           | 2017. november 24.  | Balmazújváros              | Magyarország | 0 – 1        | Ukrajna      | vb-selejtező | -            |              |
| 8.           | 2018. szeptember 4. | Ternopil                   | Ukrajna      | 2 – 0        | Magyarország | vb-selejtező | -            |              |
| 9.           | 2021. november 30.  | Kisvárda, Várkerti Stadion | Magyarország | 4 – 2        | Ukrajna      | vb-selejtező | -            |              |
| 10.          | 2022. június 28.    | Rzeszów, (POL)             | Ukrajna      | 2 – 0        | Magyarország | vb-selejtező | -            |              |
|              | Összesen            |                            |              | 10           | mérkőzés     |              | –            | gól          |

## Új-Zéland
| Magyarország | Magyarország     | Magyarország    | Magyarország | Magyarország | Magyarország | Magyarország | Magyarország | Magyarország |
| #            | Dátum            | Helyszín        | Hazai        | Eredmény     | Vendég       | Kiírás       | Gólok        | Esemény      |
| ------------ | ---------------- | --------------- | ------------ | ------------ | ------------ | ------------ | ------------ | ------------ |
| 1.           | 2017. március 8. | Paralimni (CYP) | Magyarország | 1 – 3        | Új-Zéland    | Ciprus-kupa  | -            |              |
|              | Összesen         |                 |              | 1            | mérkőzés     |              | –            | gól          |

## Üzbegisztán
| Magyarország | Magyarország        | Magyarország                        | Magyarország | Magyarország | Magyarország | Magyarország     | Magyarország | Magyarország |
| #            | Dátum               | Helyszín                            | Hazai        | Eredmény     | Vendég       | Kiírás           | Gólok        | Esemény      |
| ------------ | ------------------- | ----------------------------------- | ------------ | ------------ | ------------ | ---------------- | ------------ | ------------ |
| 1.           | 1994. augusztus 30. | Madras (IND)                        | Magyarország | 7 – 0        | Üzbegisztán  | nemzetközi torna | -            |              |
| 2.           | 2022. november 11.  | Szombathely, Haladás Sportkomplexum | Magyarország | 3 – 0        | Üzbegisztán  | barátságos       | -            |              |
| 3.           | 2022. november 15.  | Szombathely, Haladás Sportkomplexum | Magyarország | 5 – 0        | Üzbegisztán  | barátságos       | -            |              |
|              | Összesen            |                                     |              | 3            | mérkőzés     |                  | –            | gól          |

## Wales
| Magyarország | Magyarország      | Magyarország                     | Magyarország | Magyarország | Magyarország | Magyarország | Magyarország | Magyarország |
| #            | Dátum             | Helyszín                         | Hazai        | Eredmény     | Vendég       | Kiírás       | Gólok        | Esemény      |
| ------------ | ----------------- | -------------------------------- | ------------ | ------------ | ------------ | ------------ | ------------ | ------------ |
| 1.           | 2012. március 5.  | Vila Real de Santo António (POR) | Magyarország | 1 – 2        | Wales        | Algarve-kupa | -            |              |
| 2.           | 2013. március 11. | Quarteira (POR)                  | Wales        | 1 – 1        | Magyarország | Algarve-kupa | -            |              |
| 3.           | 2013. május 31.   | Gyirmót                          | Magyarország | 4 – 0        | Wales        | barátságos   | -            |              |
| 4.           | 2013. június 2.   | Lipót                            | Magyarország | 2 – 1        | Wales        | barátságos   | -            |              |
| 5.           | 2016. március 9.  | Paralimni (CYP)                  | Magyarország | 2 – 1        | Wales        | Ciprus-kupa  | -            |              |
| 6.           | 2017. március 1.  | Paralimni (CYP)                  | Magyarország | 0 – 2        | Wales        | Ciprus-kupa  | -            |              |
|              | Összesen          |                                  |              | 6            | mérkőzés     |              | –            | gól          |